# Conny Perrin

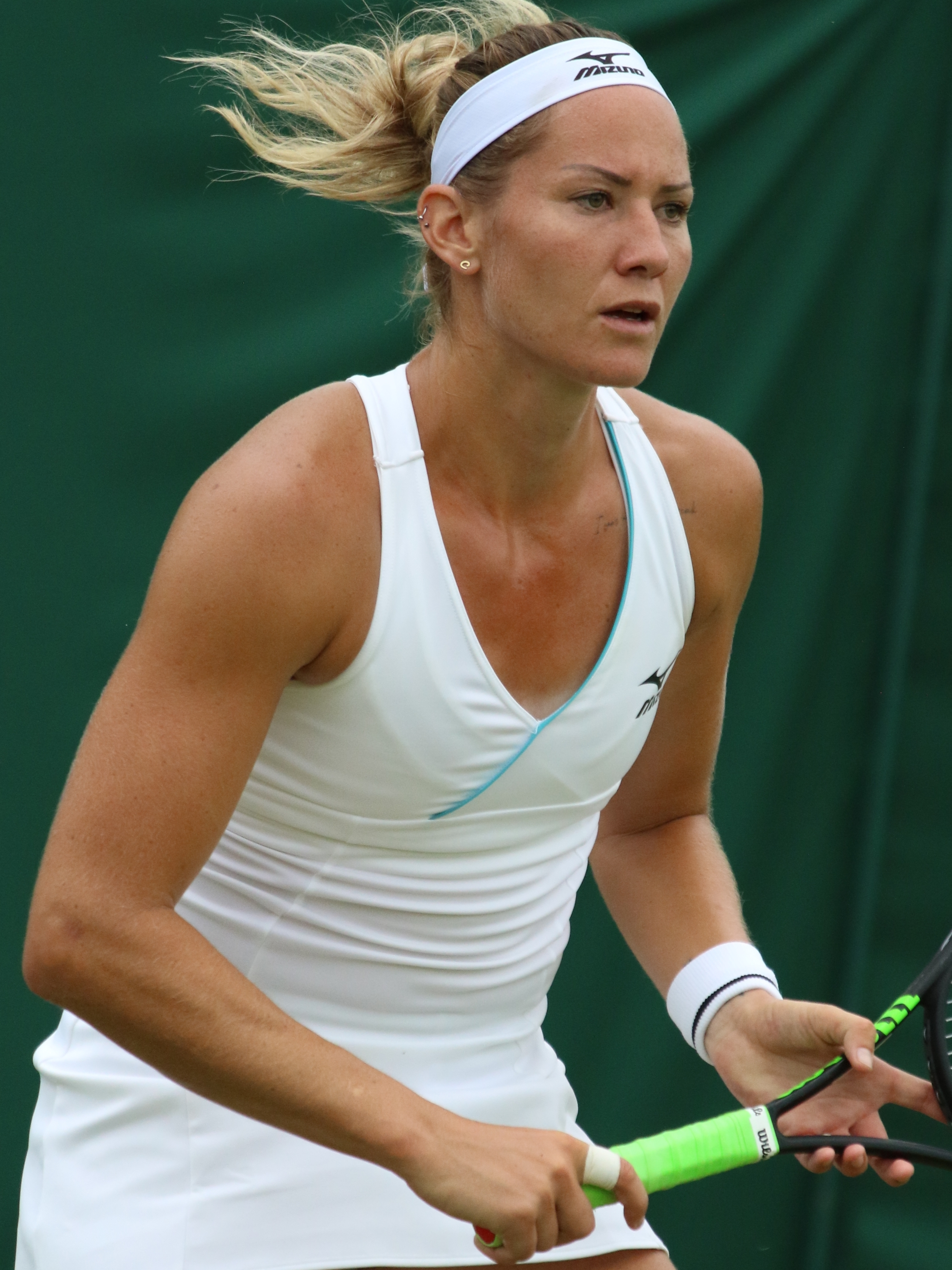
Wimbledon 2019 (kwalificatie)

Conny Perrin (Saint-Imier, 25 december 1990) is een tennisspeelster uit Zwitserland.
Zij begon op zesjarige leeftijd met tennis. Zij is actief in het internationale tennis sinds 2007.

## Loopbaan

### Enkelspel
Perrin debuteerde in 2007 op het ITF-toernooi van Lenzerheide (Zwitserland). Zij stond in 2008 voor het eerst in een finale, op het ITF-toernooi van Boekarest (Roemenië) – hier veroverde zij haar eerste titel, door de Roemeense Diana Enache te verslaan. Tot op heden(oktober 2024) won zij dertien ITF-titels, de meest recente in december 2020 in Madrid (Spanje).
In 2011 kwalificeerde Perrin zich voor het eerst voor een WTA-hoofdtoernooi, op het toernooi van Birmingham. Haar beste resultaat op de WTA-toernooien is het bereiken van de kwartfinale op het toernooi van Limoges 2017.
Haar hoogste notering op de WTA-ranglijst is de 134e plaats, die zij bereikte in oktober 2018.

### Dubbelspel
Perrin debuteerde in 2007 op het ITF-toernooi van Porto (Portugal), samen met landgenote Nicole Riner – hier veroverde zij meteen haar eerste titel, door het duo Claire de Gubernatis en Anna Savitskaya te verslaan. Tot op heden(oktober 2024) won zij 28 ITF-titels, de meest recente in 2024 in Bellinzona (Zwitserland).
In 2012 speelde Perrin voor het eerst op een WTA-hoofdtoernooi, op het toernooi van Straatsburg, samen met de Russin Marina Sjamajko. Zij stond in 2016 voor het eerst in een WTA-finale, op het toernooi van Rio de Janeiro, samen met de Britse Tara Moore – zij verloren van het koppel Verónica Cepede Royg en María Irigoyen. Vanwege deze finaleplaats kregen Perrin en Moore een wildcard voor het vrouwendubbelspeltoernooi van Wimbledon. Hiermee speelde zij haar eerste grandslamtoernooi.
In 2023 won Perrin haar eerste WTA-titel op het WTA 125-toernooi van Colina, samen met de Duitse Julia Lohoff.
In augustus 2024 haakte zij nipt aan bij de top 100 van de wereldranglijst.
Haar hoogste notering op de WTA-ranglijst is de 99e plaats, die zij bereikte in oktober 2024.

### Tennis in teamverband
In 2019 maakte Perrin deel uit van het Zwitserse Fed Cup-team – zij behaalde daar een winst/verlies-balans van 1–0.

## Posities op deWTA-ranglijst
Positie per einde seizoen:
| jaar | rang enkelspel | rang dubbelspel |
| ---- | -------------- | --------------- |
| 2008 | 589            | 898             |
| 2009 | 407            | 727             |
| 2010 | 383            | 445             |
| 2011 | 272            | 304             |
| 2012 | 266            | 202             |
| 2013 | 386            | 202             |
| 2014 | 274            | 294             |
| 2015 | 360            | 209             |
| 2016 | 190            | 140             |
| 2017 | 198            | 215             |
| 2018 | 149            | 192             |
| 2019 | 208            | 283             |
| 2020 | 269            | 246             |
| 2021 | 224            | 182             |
| 2022 | 423            | 215             |
| 2023 | 339            | 137             |

## Palmares
| Legenda                 |
| ----------------------- |
| Grandslamtoernooi       |
| Olympische Spelen       |
| Year-End Championships  |
| Premier Mandatory       |
| Premier Five / WTA 1000 |
| Premier / WTA 500       |
| International / WTA 250 |
| Challenger / WTA 125    |

### WTA-finaleplaatsen enkelspel
geen

### WTA-finaleplaatsen vrouwendubbelspel
| nr.              | finale     | toernooi           | ondergrond | partner      | tegenstandsters                       | score            |         |
| ---------------- | ---------- | ------------------ | ---------- | ------------ | ------------------------------------- | ---------------- | ------- |
| gewonnen finales |            |                    |            |              |                                       |                  |         |
| 1.               | 2023-11-18 | WTA Colina         | gravel     | Julia Lohoff | Lucciana Pérez Alarcón Daniela Seguel | 7-6, 6-2         | details |
| verloren finales |            |                    |            |              |                                       |                  |         |
| 1.               | 2016-02-20 | WTA Rio de Janeiro | gravel     | Tara Moore   | Verónica Cepede Royg María Irigoyen   | 1-6, 6-7         | details |
| 2.               | 2023-11-25 | WTA Florianópolis  | gravel     | Julia Lohoff | Sara Errani Léolia Jeanjean           | 5-7, 6-3, [7-10] | details |

## Resultaten grandslamtoernooien
| Legenda | Legenda                          |
| ------- | -------------------------------- |
| g.t.    | geen toernooi gehouden           |
| l.c.    | lagere categorie                 |
| –       | niet deelgenomen                 |
| G       | uitgeschakeld in de groepsfase   |
| 1R      | uitgeschakeld in de eerste ronde |
| 2R      | uitgeschakeld in de tweede ronde |
| 3R      | uitgeschakeld in de derde ronde  |
| 4R      | uitgeschakeld in de vierde ronde |
| KF      | uitgeschakeld in de kwartfinale  |
| HF      | uitgeschakeld in de halve finale |
| F       | de finale verloren               |
| W       | het toernooi gewonnen            |
| w-v     | winst/verlies-balans             |

### Enkelspel
geen deelname

### Vrouwendubbelspel
| Toernooi        | 2016 |
| --------------- | ---- |
| Australian Open | –    |
| Roland Garros   | –    |
| Wimbledon       | 1R   |
| US Open         | –    |